# Hamlet (pel·lícula de 1996)
Hamlet és una pel·lícula coproduïda pel Regne Unit i els Estats Units el 1996, dirigida per Kenneth Branagh i basada en l'obra de teatre de William Shakespeare.
L'any 2000 va ser emesa per primer cop en català a TV3 a partir de la traducció de Lluís Comas.

## Argument
Helsingør, a la Dinamarca medieval. El jove príncep Hamlet, enamorat d'Ofèlia, ha de venjar la mort del seu pare, assassinat pel seu propi germà Claudi, qui li va robar el tron i es va casar amb la seva vídua (la reina Gertrudis). Per a aconseguir-ho, Hamlet es farà passar per boig i recrearà els fets en una obra teatral que representarà una companyia de comediants errants.

## Repartiment
- Kenneth Branagh: Hamlet
- Kate Winslet: Ophelia
- Derek Jacobi: Claudius
- Julie Christie: Gertrude
- Brian Blessed: fantasma del pare de Hamlet
- Richard Attenborough: ambaixador anglès
- David Blair: guarda de Claudius
- Richard Briers: Polonius
- Michael Bryant: sacerdot
- Billy Crystal: primer enterrador
- Judi Dench: Hecuba
- Gérard Depardieu: Reynaldo
- Robin Williams: Osric
- Jack Lemmon: Marcellus
- John Gielgud: Priam
- Rosemary Harris: actriu que fa de reina
- Charlton Heston: actor que fa de rei
- Ravil Isyanov: Cornelius
- John Mills: vell Norway
- Rufus Sewell: Fortinbras
- Timothy Spall: Rosencrantz
- Reece Dinsdale: Guildenstern

## Premis i nominacions
D'entre tots els guardons què va optar la pel·lícula, destaquen:
Nominacions
- Oscar a la millor direcció artística per Tim Harvey
- Oscar al millor vestuari per Alex Byrne
- Oscar a la millor banda sonora per Patrick Doyle
- Oscar al millor guió adaptat per Kenneth Branagh
- BAFTA al millor vestuari per Alex Byrne
- BAFTA al millor disseny de producció per Tim Harvey
- Satellite a la millor actriu secundària per Kate Winslet
- Satellite a la millor música original per Patrick Doyle
- Satellite a la millor fotografia per Alex Thomson
- Satellite a la millor direcció artística per Tim Harvey
- Satellite al millor vestuari per Alex Byrne